# Ruoudek
Ruoudek är en sjö i Arjeplogs kommun i Lappland och ingår i Piteälvens huvudavrinningsområde. Sjön har en area på 0,157 kvadratkilometer och ligger 631 meter över havet. Ruoudek ligger i Hornavan-Sädvajaure fjällurskog Natura 2000-område.

## Delavrinningsområde
Ruoudek ingår i det delavrinningsområde (737007-157831) som SMHI kallar för Utloppet av Labbas. Medelhöjden är 556 meter över havet och ytan är 122,28 kvadratkilometer. Räknas de 13 avrinningsområdena uppströms in blir den ackumulerade arean 227,14 kvadratkilometer. Rappenjåkkå som avvattnar avrinningsområdet har biflödesordning 2, vilket innebär att vattnet flödar genom totalt 2 vattendrag innan det når havet efter 270 kilometer. Avrinningsområdet består mestadels av skog (79 procent). Avrinningsområdet har 22,25 kvadratkilometer vattenytor vilket ger det en sjöprocent på 18,2 procent.